# Killdozer!
Killdozer! é um filme de horror norte-americano produzido para a TV, em 1974, adaptado a partir de uma novela de Theodore Sturgeon de mesmo nome feita em 1944. A direção é de Jerry London.

## Elenco
- Clint Walker (Lloyd Kelly);
- Carl Betz (Dennis Holvig);
- Neville Brand (Chub Foster);
- James A. Watson Jr. (Al Beltran);
- Robert Urich (Mack McCarthy);